# Большеречка
Большеречка — деревня в Болотнинском районе Новосибирской области России. Входит в состав Баратаевского сельсовета.

## География
Площадь деревни — 67 гектар

## История
Основана в 1907 г. В 1926 году посёлок Большереченский состоял из 152 хозяйств, основное население — белоруссы. Центр Большереченского сельсовета Болотнинского района Томского округа Сибирского края.

## Население
| 2002 | 2007 | 2010 |
| ---- | ---- | ---- |
| 360  | ↘339 | ↘283 |

## Инфраструктура
В деревне по данным на 2007 год функционируют 1 учреждение здравоохранения, 1 образовательное учреждение.